# Whitley Lower
Whitley Lower är en by i unparished area Dewsbury, i distriktet Kirklees, i grevskapet West Yorkshire, i England. Byn är belägen 8 km från Huddersfield. Whitley Lower var en civil parish 1866–1896 när blev den en del av Thornhill. Civil parish hade 879 invånare år 1891. Byn nämndes i Domedagsboken (Domesday Book) år 1086, och kallades då Witelaia/Witelei.